# L'Apemaia/Flip
L'Apemaia/Flip è il primo singolo della cantante italiana Katia Svizzero, pubblicato nel 1980. Il disco è la sigla dell'anime L'ape Maia.

## Descrizione
Il brano L'Apemaia è stato scritto da Danilo Ciotti, su musica di Marcello Marrocchi e arrangiamento di Gianni Mazza: inoltre in questo brano, lo strumento musicale che viene suonato solo tre volte è un'arpa celtica, però all'interno del brano di successo è presente la chitarra classica, electro-blues. Flip è un brano ispirato alla serie, scritto da Danilo Ciotti su musica di Marcello Marrocchi e Bruno Tibaldi e arrangiamento di Gianni Mazza.
Il disco è stato pubblicato dalla casa discografica Cetra in formato 7" con numero di catalogo SP 1722. Ne esistono più versioni con due copertine differenti: una gialla e una arancione, la seconda più rara e ricercata dai collezionisti e quindi di quotazione più alta e con due etichette differenti: una classica arancione scuro e una arancione chiaro.
Il brano L'Apemaia è stato inserito anche nella compilation Supersigle TV vol. 4, pubblicata dalla Fonit Cetra nel 1980, oltre che in numerose raccolte in CD.
Il disco ha ottenuto un successo straordinario, tanto da rimanere per ben diciotto settimane nella classifica dei più venduti in Italia, toccandone la prima posizione e risultando il ventunesimo singolo più venduto del 1980.

## Tracce
1. L'Apemaia – 3:39 (Danilo Ciotti, Marcello Marrocchi)
2. Flip – 2:45 (Bruno Tibaldi, Danilo Ciotti, Marcello Marrocchi)

Durata totale: 6:24

## Crediti
- Katia Svizzero - voce
- Gianni Mazza - arrangiamenti, direzione d'orchestra